# المجموعة الفردانية E-P2
المجموعة الفردانية E-P2 أو هابلوغروب E-P2، والمعروفة أيضًا باسم E1b1، هي مجموعة هابلوغروبية من الحمض النووي لكروموسوم Y البشري.
يحتوي E-P2 على فرعين قاعديين، E-V38 وE-M215. كان لـ E-P2 وجود قديم في شرق إفريقيا وبلاد الشام ؛ في الوقت الحاضر، يتم توزيعه بشكل أساسي في إفريقيا حيث قد يكون نشأ، ويحدث بترددات أقل في الشرق الأوسط وأوروبا.

## الأصل
سيمينو (2004) قال أن أصل E-P2 من شرق إفريقيا:
"يشير كل من الجغرافيا السكانية وتباين الأقمار الصناعية الصغيرة إلى أن E-P2 ومشتقه E-M35، ربما يكون قد نشأ في شرق إفريقيا".
ترومبيتا (2011) قال أيضًا أن أصل E-P2 من شرق إفريقيا:
للطوبولوجيا الجديدة المذكورة هنا آثار مهمة فيما يتعلق بأصول المجموعة الفردانية E-P2.
باستخدام مبدأ البخل الجغرافي، فإن حل التثليث E-M215 لصالح سلف مشترك لـ E-M2 وE-M329، ويدعم بقوة الفرضية القائلة بأن المجموعة الفردانية E-P2 نشأت في شرق أفريقيا، كما اقترح سابقًا، بأن الكروموسومات E-M2، التي يتم ملاحظتها بشكل متكرر في إفريقيا بجنوب الصحراء الكبرى، تتبع أصلها إلى سلف مشترك موجود في شرق إفريقيا.

## الحمض النووي القديم
وُجدت بقايا رُفات للنطوفيين كانت تحمل المجموعة الفردانية E1b1 (1/5؛ 20%).
وفي كهف موتا في إثيوبيا، كانت بقايا ذكر إثيوبي قديم، يعود تاريخها إلى 4500 سنة مضت، تحمل المجموعتين الفردانيتين E1b1 وL3x2a النسائي. 

## التوزيع
يوجد E-P2 في الغالب في قارة إفريقيا بشكل رئيسي،
ويتمركز في الفئات الفرعية السائدة E-M215 وE-V38.
الفرع E-M215 أكثر شيوعًا في شمال إفريقيا والقرن الإفريقي ، ويوجد أيضًا على ترددات أقل في الشرق الأوسط وأوروبا والجنوب الإفريقي.
الفرع E-V38 أكثر شيوعًا في غرب إفريقيا ووسط إفريقيا وجنوب إفريقيا والبحيرات الكبرى الإفريقية، ويحدث بترددات منخفضة في شمال إفريقيا والشرق الأوسط.
الفروع الأخرى والمشار إليها باسم E-P2، والتي تتضمن الحالات غير الموجودة في E-V38 أو E-M215، إما أنها نادرة أو غير موجودة.
وحتى الآن لم يتم العثور على أي شيء.

## الفئات الفرعية

### E-V38
المجموعة E-V38 هي فئة فرعية من المجموعة الفردانية E-P2.

### E-M329
المجموعة E-M329 هي فئة فرعية من المجموعة الفردانية E-P2.

## علم الوراثة

### التاريخ التطوري
قبل عام 2002 م، كان هناك في الأدبيات الأكاديمية ما لا يقل عن سبعة أنظمة تسمية لشجرة النشوء والتطور للكروموسوم Y. وقد أدى هذا إلى ارتباك كبير.
في عام 2002 م، اجتمعت المجموعات البحثية الرئيسية معًا وشكلت اتحاد كروموسوم Y (YCC).
لقد نشروا ورقة مشتركة أنشأت شجرة واحدة جديدة اتفق الجميع على استخدامها.
وفي وقت لاحق، شكلت مجموعة من العلماء المواطنين المهتمين بعلم الوراثة السكانية وعلم الأنساب الجيني مجموعة عمل لإنشاء شجرة هواة تهدف قبل كل شيء إلى أن تكون في الوقت المناسب.
يجمع الجدول أدناه كل هذه الأعمال عند نقطة شجرة YCC التاريخية لعام 2002 م.
وهذا يسمح للباحث بمراجعة الأدبيات المنشورة القديمة للتنقل بسرعة بين التسميات.